# Hermann Reinhard
Hermann Reinhard (* 15. November 1816 in Dresden; † 10. Januar 1892 ebenda) war ein deutscher Mediziner und Entomologe.
Er war niedergelassener Arzt in Bautzen und ab 1866 in Dresden und ab 1872 Präsident des königlich-sächsischen Landesmedizinalkollegiums. 1889 ging er in den Ruhestand. Er war Geheimer Medizinalrat.
Er gilt mit Jean Pierre Mégnin (1828–1905) als einer der Begründer der forensischen Entomologie.
Als Entomologe spezialisierte er sich auf Hautflügler. Seine Sammlung kam an das Zoologische Museum in Berlin und Dubletten an das Staatliche Museum für Tierkunde in Dresden.
Am 3. Dezember 1866 (Matrikel-Nr. 2068) wurde er mit dem Beinamen W. F. Panzer Mitglied der Leopoldina. 1891 wurde er Ehrendoktor.